# Siamese dodecaëder
Een siamese dodecaëder of dodecadeltaëder is in de meetkunde het johnsonlichaam J84. Het is uit 12 gelijkzijdige driehoeken opgebouwd, dus deltaëder. Deze ruimtelijke figuur kan worden geconstrueerd door bij een vierkant antiprisma het vierkante grond- en bovenvlak te vervangen door twee gelijkzijdige driehoeken. De hoek die deze twee ten opzichte van elkaar maken is een zeer stompe hoek. Door alleen het vierkante grond- of bovenvlak van een vierkant antiprisma door twee gelijkzijdige driehoeken te vervangen ontstaat het dubbelverhoogd driehoekige prisma J50. 
Het is een van de negen enkelvoudige johnsonlichamen die niet ontstaan door te beginnen met de regelmatige veelvlakken en archimedische lichamen, daar delen van te nemen, zodat weer een johnsonlichaam ontstaat, en al deze lichamen, met daarbij nog de prisma's en antiprisma's, te combineren.

## Coördinaten
De volgende coördinaten voldoen, waarbij het midden van de siamese dodecaëder in de oorsprong ligt en de lengte van de ribben gelijk aan twee is:
dus acht van de 16 mogelijkheden:
{\displaystyle {\begin{alignedat}{4}&(&0,&&\;\pm 1,&&\;p&)\\&(&\pm r,&&\;0,&&\;q&)\\&(&0,&&\;\pm r,&&\;-q&)\\&(&\pm 1,&&\;0,&&\;-p&)\end{alignedat}}}

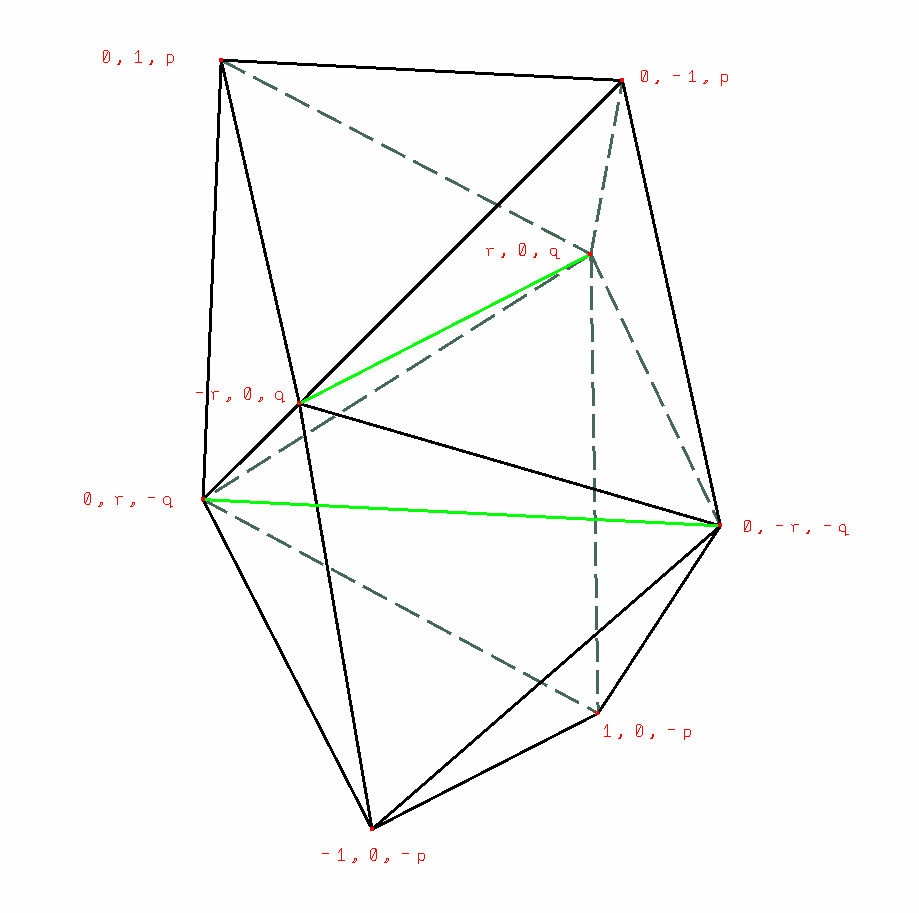

Volgens de stelling van Pythagoras is:
{\displaystyle r^{2}+(p-q)^{2}=3}
{\displaystyle (r-1)^{2}+(p+q)^{2}=4}
{\displaystyle r^{2}+2q^{2}=2}
Dat geeft:
{\displaystyle p={\frac {1}{2}}({\sqrt {3+2r-r^{2}}}+{\sqrt {3-r^{2}}})\approx 1{,}5678618}
{\displaystyle q={\frac {1}{2}}({\sqrt {3+2r-r^{2}}}-{\sqrt {3-r^{2}}})={\sqrt {\frac {2-r^{2}}{2}}}}
{\displaystyle r\approx 1{,}2891685} is een van de drie nulpunten van {\displaystyle f(r)=r^{3}-3r^{2}-4r+8}.
{\displaystyle q} is ook bepaald als {\displaystyle q={\sqrt {x}}\approx 0{,}4111231} met {\displaystyle x} een van de nulpunten van {\displaystyle g(x)=2x^{3}+11x^{2}+4x-1}.